# 活水基督教団
活水基督教団（かっすいきりすときょうだん）は長崎県島原市に本部を置く、プロテスタントの宗教法人団体。

## 歴史

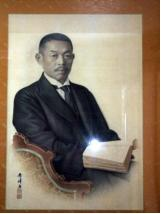
大正時代のリバイバリスト柘植不知人

1930年(昭和5年)6月14日柘植不知人の弟子今井宗太郎が聖霊のバプテスマを受けたの機会として、共にその経験をした芦田セツ子の立証の「活水の群」の流れの元に活水基督伝道隊を設立した。

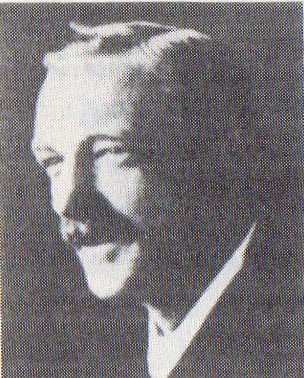
日本伝道隊創設者バークレー・バックストン

9月に小田原、1931年(昭和6年)5月に大阪、1935年(昭和10年)3月に横浜、1935年11月宮城県中新田町、1937年(昭和12年)5月に神戸に教会を設立した。
1941年(昭和16年)日本基督教団に第10部に活水教団として包括される。1942年(昭和17年)6月-8月までは台湾、1943年(昭和18年)5月-8月には満州、青島、上海で伝道を行う。1943年3月に東京府東京市駒込に活水基督伝道隊本部を設置する。しかし、アメリカ軍の空襲で、東京、横浜、大阪、神戸の教会堂を焼失する。
1946年(昭和21年)4月日本基督教団を離脱し、活水基督教団と改称した。会堂の多くを戦災で失っていたが、小田原、大阪、島原に事業部を設けて再建にあたる。1949年(昭和24年)3月に島原に根拠地としての会堂を建設する。
1953年(昭和28年)8月7日に宗教法人としての認可を受ける。

## 特徴
- バークレー・バックストンと柘植不知人の信仰に習っている。